# Vuelta a La Rioja 2015
La 55.ª edición de la Vuelta a La Rioja fue una competición ciclista española que se disputó el domingo 5 de abril de 2015.
El trayecto comenzó en el barrio de Varea y finalizó en Logroño, y culminó con un circuito urbano de 27 km. Recorrió la Rioja Alta y el área metropolitana de la capital, además de la Rioja Alavesa. El trazado atravesó Villamediana de Iregua (meta volante), Alberite (meta volante), Lardero (meta volante), Entrena, Medrano, Daroca de Rioja, Hornos de Moncalvillo, Sotés, Ventosa, Tricio (circunvalación), Mahave, Baños de Río Tobía, Bobadilla, Villaverde de Rioja, Alto de Villaverde (3.ª categoría, cima Félix Iglesias), San Andrés del Valle, San Millán de la Cogolla, Berceo, Cañas, Canillas de Río Tuerto, Alesanco, Azofra, Alto de Valpierre (3.ª categoría), Hormilla, Nájera, Alesón (exteriores de los dos últimos municipios; no figuraban en la hoja de ruta), Navarrete, Fuenmayor, Lapuebla de Labarca (exteriores), Assa, y Logroño (meta volante en el primero de los cinco pasos por meta).
La prueba perteneció al UCI Europe Tour 2015, dentro de la categoría 1.1.
Participaron 15 equipos. El único equipo español de categoría UCI ProTeam (Movistar Team); el único de categoría Profesional Continental (Caja Rural-Seguros RGA); los 2 de categoría Continental (Burgos-BH y Murias Taldea); y la selección española sub-23. En cuanto a representación extranjera, estuvieron 9 equipos: el UCI ProTeam australiano del Orica-GreenEDGE; el Profesional Continental estadounidense del Team Novo Nordisk y los Continentales del, Lokosphinx, AWT-GreenWay, W52-Quinta da Lixa, Inteja-MMR Dominican, Keith Mobel-Partizan, Radio Popular-Boavista, Sky Dive Dubai y Start-Massi. Formando así un pelotón de 116 ciclistas, con 8 corredores cada equipo (excepto el Movistar, Lokosphinx, Keth Mobel-Partizan y Sky Dive-Dubai que salieron con 7), de los que acabaron 80.
El ganador fue Caleb Ewan (quien además se hizo con la clasificación de los sub-23) tras imponerse al sprint a Daryl Impey y Andrea Palini, respectivamente.
En las clasificaciones secundarias se impusieron Christian Meier (montaña), Ángel Madrazo (metas volantes y combinada) y Orica-GreenEDGE (equipos).

## Clasificación final
| \| Posición \| Ciclista \| Equipo \| Tiempo \| \| -------- \| ------------------ \| ---------------------- \| --------------- \| \| 1. \| Caleb Ewan \| Orica GreenEDGE \| 3 h 52 min 42 s \| \| 2. \| Daryl Impey \| Orica GreenEDGE \| m.t. \| \| 3. \| Andrea Palini \| Sky Dive Dubai \| m.t. \| \| 4. \| Carlos Barbero \| Caja Rural-Seguros RGA \| m.t. \| \| 5. \| Jesús Herrada \| Movistar \| m.t. \| \| 6. \| Alejandro Valverde \| Movistar \| m.t. \| \| 7. \| Sergey Shilov \| Lokosphinx \| m.t. \| \| 8. \| Jan Brockhoff \| AWT-GreenWay \| a 3 s \| \| 9. \| Andrea Perón \| Novo Nordisk \| m.t. \| \| 10. \| Unai Intziarte \| Murias \| m.t. \| |                    |                        |                 |
| Posición | Ciclista           | Equipo                 | Tiempo          |
| 1. | Caleb Ewan         | Orica GreenEDGE        | 3 h 52 min 42 s |
| 2. | Daryl Impey        | Orica GreenEDGE        | m.t.            |
| 3. | Andrea Palini      | Sky Dive Dubai         | m.t.            |
| 4. | Carlos Barbero     | Caja Rural-Seguros RGA | m.t.            |
| 5. | Jesús Herrada      | Movistar               | m.t.            |
| 6. | Alejandro Valverde | Movistar               | m.t.            |
| 7. | Sergey Shilov      | Lokosphinx             | m.t.            |
| 8. | Jan Brockhoff      | AWT-GreenWay           | a 3 s           |
| 9. | Andrea Perón       | Novo Nordisk           | m.t.            |
| 10. | Unai Intziarte     | Murias                 | m.t.            |